# ジョージ・ヤング (映画監督)
ジョージ・ヤング (George Young) は、サイレント映画の時代に活動したオーストラリアの舞台監督、映画監督。J・C・ウィリアムソンの興行会社で経験を積んだ後、映画界に入り、オーストラリア映画シンジケートのために多数の映画を制作した。ヤングは、オペラのスター歌手だったフローレンス・ヤングの兄弟であった。生没年は不明だが、彼女が生まれた1870年前後に生まれ、最後の作品となった「ストライキ」が制作された1912年以降に没したことになる。

## フィルモグラフィ

### 監督作品
以下の監督作品は、いずれも失われた映画とされている。
- The Golden West (1911)
- Three Strings to Her Bow (1911)
- The Octoroon (1912)
- Gambler's Gold (1912)
- ストライキ Strike (1912)

### 出演作品
- The Monk (1917)
- The Woman (1917)
- 黄金狂時代 The Gold Rush (1925) - 端役での出演[2]